# Grande Prêmio da Espanha de 2008
Resultados do Grande Prêmio da Espanha de Fórmula 1 realizado em Barcelona em 27 de abril de 2008. Quarta etapa do campeonato, foi vencido pelo finlandês Kimi Räikkönen, que subiu ao pódio junto a Felipe Massa numa dobradinha da Ferrari, com Lewis Hamilton em terceiro pela McLaren-Mercedes.

## Resumo
- Última vitória de Kimi Räikkönen no ano e 17ª na carreira do finlandês.
- Primeiros e únicos pontos de Jenson Button em 2008.
- Última corrida da equipe Super Aguri e de seus pilotos Takuma Sato e Anthony Davidson. A equipe abandonou o campeonato por problemas financeiros.[3]

## Classificação da prova

### Treinos classificatórios
| Pos.   | Nº | Piloto               | Equipe              | Q1       | Q2       | Q3       | Grid |
| ------ | -- | -------------------- | ------------------- | -------- | -------- | -------- | ---- |
| 1      | 1  | Kimi Räikkönen       | Ferrari             | 1:20.701 | 1:20.784 | 1:21.813 | 1    |
| 2      | 5  | Fernando Alonso      | Renault             | 1:21.347 | 1:20.804 | 1:21.904 | 2    |
| 3      | 2  | Felipe Massa         | Ferrari             | 1:21.528 | 1:20.584 | 1:22.058 | 3    |
| 4      | 4  | Robert Kubica        | BMW Sauber          | 1:21.423 | 1:20.597 | 1:22.065 | 4    |
| 5      | 22 | Lewis Hamilton       | McLaren-Mercedes    | 1:21.366 | 1:20.825 | 1:22.096 | 5    |
| 6      | 23 | Heikki Kovalainen    | McLaren-Mercedes    | 1:21.430 | 1:20.817 | 1:22.231 | 6    |
| 7      | 10 | Mark Webber          | Red Bull-Renault    | 1:21.494 | 1:20.984 | 1:22.429 | 7    |
| 8      | 11 | Jarno Trulli         | Toyota              | 1:21.158 | 1:20.907 | 1:22.529 | 8    |
| 9      | 3  | Nick Heidfeld        | BMW Sauber          | 1:21.466 | 1:20.815 | 1:22.542 | 9    |
| 10     | 6  | Nelson Piquet Jr.    | Renault             | 1:21.409 | 1:20.894 | 1:22.699 | 10   |
| 11     | 17 | Rubens Barrichello   | Honda               | 1:21.548 | 1:21.049 |          | 11   |
| 12     | 8  | Kazuki Nakajima      | Williams-Toyota     | 1:21.690 | 1:21.117 |          | 12   |
| 13     | 16 | Jenson Button        | Honda               | 1:21.757 | 1:21.211 |          | 13   |
| 14     | 12 | Timo Glock           | Toyota              | 1:21.427 | 1:21.230 |          | 14   |
| 15     | 7  | Nico Rosberg         | Williams-Toyota     | 1:21.472 | 1:21.349 |          | 15   |
| 16     | 14 | Sébastien Bourdais   | Toro Rosso-Ferrari  | 1:21.540 | 1:21.724 |          | 16   |
| 17     | 9  | David Coulthard      | Red Bull-Renault    | 1:21.810 |          |          | 17   |
| 18     | 15 | Sebastian Vettel     | Toro Rosso-Ferrari  | 1:22.108 |          |          | 18   |
| 19     | 21 | Giancarlo Fisichella | Force India-Ferrari | 1:22.516 |          |          | 19   |
| 20     | 20 | Adrian Sutil         | Force India-Ferrari | 1:23.224 |          |          | 20   |
| 21     | 19 | Anthony Davidson     | Super Aguri-Honda   | 1:23.318 |          |          | 21   |
| 22     | 18 | Takuma Sato          | Super Aguri-Honda   | 1:23.496 |          |          | 22   |
| Fonte: |    |                      |                     |          |          |          |      |

### Corrida
| Pos.   | Nº | Piloto               | Construtor          | Voltas | Tempo/Diferença  | Grid | Pontos |
| ------ | -- | -------------------- | ------------------- | ------ | ---------------- | ---- | ------ |
| 1      | 1  | Kimi Räikkönen       | Ferrari             | 66     | 1:38:19.051      | 1    | 10     |
| 2      | 2  | Felipe Massa         | Ferrari             | 66     | + 3.228          | 3    | 8      |
| 3      | 22 | Lewis Hamilton       | McLaren-Mercedes    | 66     | + 4.187          | 5    | 6      |
| 4      | 4  | Robert Kubica        | BMW Sauber          | 66     | + 5.694          | 4    | 5      |
| 5      | 10 | Mark Webber          | Red Bull-Renault    | 66     | + 35.938         | 7    | 4      |
| 6      | 16 | Jenson Button        | Honda               | 66     | + 53.010         | 13   | 3      |
| 7      | 8  | Kazuki Nakajima      | Williams-Toyota     | 66     | + 58.244         | 12   | 2      |
| 8      | 11 | Jarno Trulli         | Toyota              | 66     | + 59.435         | 8    | 1      |
| 9      | 3  | Nick Heidfeld        | BMW Sauber          | 66     | + 1:03.073       | 9    |        |
| 10     | 21 | Giancarlo Fisichella | Force India-Ferrari | 65     | + 1 volta        | 19   |        |
| 11     | 12 | Timo Glock           | Toyota              | 65     | + 1 volta        | 14   |        |
| 12     | 9  | David Coulthard      | Red Bull-Renault    | 65     | + 1 volta        | 17   |        |
| 13     | 18 | Takuma Sato          | Super Aguri-Honda   | 65     | + 1 volta        | 22   |        |
| Ret    | 7  | Nico Rosberg         | Williams-Toyota     | 41     | Motor            | 15   |        |
| Ret    | 5  | Fernando Alonso      | Renault             | 34     | Motor            | 2    |        |
| Ret    | 17 | Rubens Barrichello   | Honda               | 34     | Danos de colisão | 11   |        |
| Ret    | 23 | Heikki Kovalainen    | McLaren-Mercedes    | 21     | Acidente         | 6    |        |
| Ret    | 19 | Anthony Davidson     | Super Aguri-Honda   | 8      | Radiador furado  | 21   |        |
| Ret    | 14 | Sébastien Bourdais   | Toro Rosso-Ferrari  | 7      | Danos de colisão | 16   |        |
| Ret    | 6  | Nelson Piquet Jr.    | Renault             | 6      | Colisão          | 10   |        |
| Ret    | 20 | Adrian Sutil         | Force India-Ferrari | 0      | Colisão          | 20   |        |
| Ret    | 15 | Sebastian Vettel     | Toro Rosso-Ferrari  | 0      | Colisão          | 18   |        |
| Fonte: |    |                      |                     |        |                  |      |        |

## Tabela do campeonato após a corrida
| Pos.   | Piloto         | Pontos |
| ------ | -------------- | ------ |
| 1      | Kimi Räikkönen | 29     |
| 2      | Lewis Hamilton | 20     |
| 3      | Robert Kubica  | 19     |
| 4      | Felipe Massa   | 18     |
| 5      | Nick Heidfeld  | 16     |
| Fonte: |                |        |

| Pos.   | Construtor       | Pontos |
| ------ | ---------------- | ------ |
| 1      | Ferrari          | 47     |
| 2      | BMW Sauber       | 35     |
| 3      | McLaren–Mercedes | 34     |
| 4      | Williams-Toyota  | 12     |
| 5      | Toyota           | 9      |
| Fonte: |                  |        |

- Nota: Somente as primeiras cinco posições estão listadas.